# Varena, Trento
Varena är en ort och frazione i kommunen Ville di Fiemme i provinsen Trento i regionen Trentino-Sydtyrolen i Italien. Kommunen upphörde den 31 december 2019 och bildade tillsammans med kommunerna Carano och Daiano den nya kommunen Ville di Fiemme. Den tidigare kommunen hade 840 invånare (2018).